# Pavilon P
Pavilon P je výstavní budova brněnského výstaviště postavená roku 2009 jižně od pavilonu Z podle návrhu architektonického týmu vedeného Jaroslavem Dokoupilem. Jejím hlavním účelem je zajištění výstavních ploch, ale příležitostně může sloužit i k účelům kulturním či sportovním. Budova byla postavena na místě tří menších starých pavilonů, které byly demolovány. Stavbě, která je ocelové konstrukce, dominuje prosklené průčelí na západní straně obrácené směrem ke vchodu na výstaviště (brány č. 7, 8 a 9). Ostatní strany jsou prosklené jen minimálně nebo vůbec a jejich fasády člení především výrazné portály lemující četné vjezdy do vnitřních prostor.

## Historie
Na místě dnešního pavilonu P stávaly tři starší pavilony, které musely novostavbě ustoupit. Jednalo se o původní pavilon P a dále pavilon L a pavilon X.

### Původní pavilon P

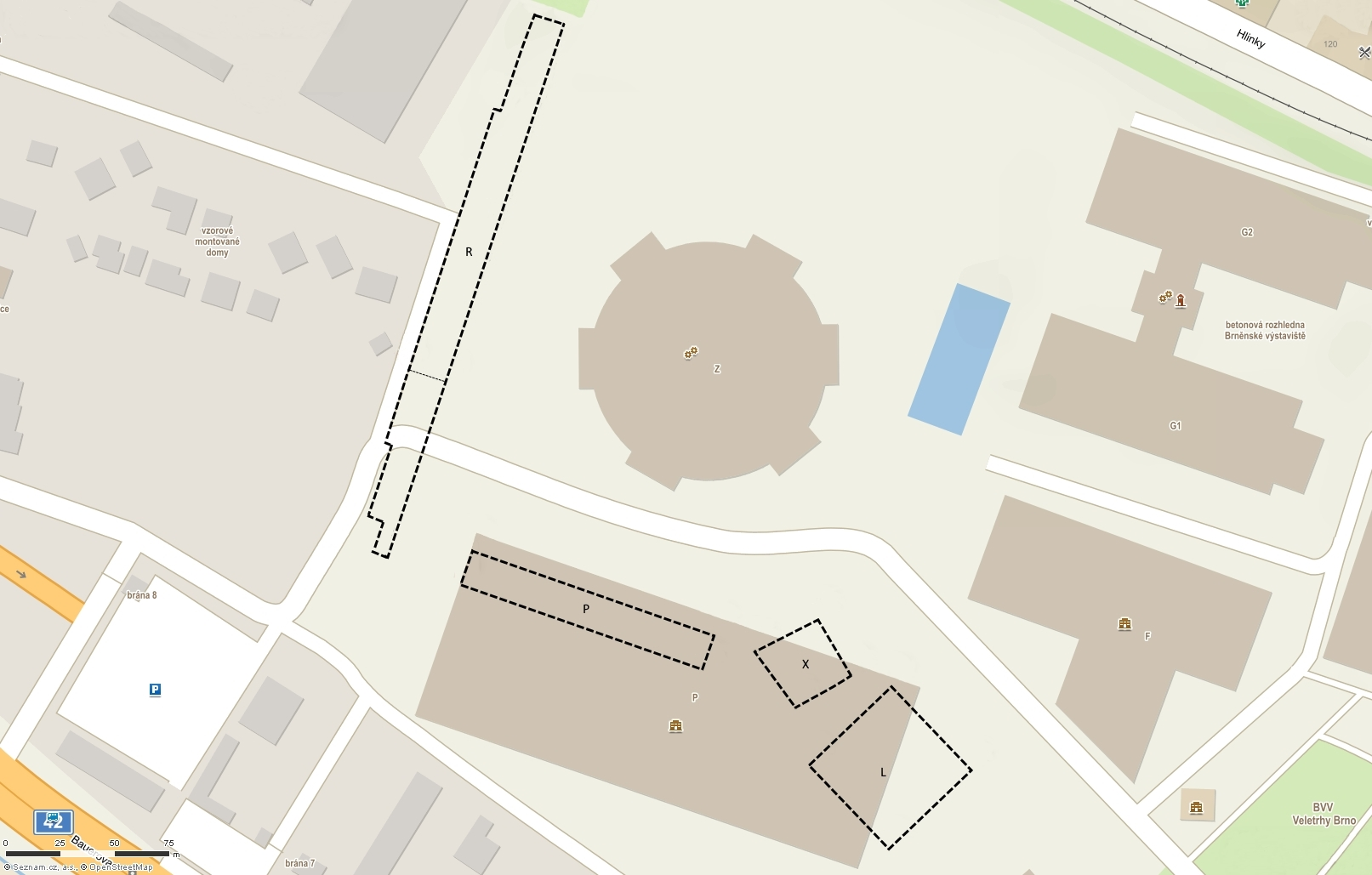
Přibližná poloha zbouraných pavilonů v západní části výstaviště

Původní pavilon P byl postaven v letech 1965 až 1966 podle návrhu architektů Zdeňka Denka a Jiřího Mikšíka současně s nedalekým pavilonem R, kterému se podobal i konstrukčně. Architektonické řešení odpovídalo potřebě rychlé stavby, kterou podnik Brněnské veletrhy a výstavy především reagoval na velký tlak vystavovatelů na nárůst výstavní plochy. Jednalo se o velmi protáhlou, asi 118 m dlouhou a 17 m širokou přízemní budovu s vestavěnou galerií, stojící jižně od pavilonu Z. Její konstrukce byla tvořena kombinací ocelových sloupů a prostorových trojúhelníkových prvků tvořících příhradovou desku. Tento systém jehlanů ze svařených ocelových trubek byl ve své době často využívaný a Brněnské veletrhy a výstavy ho využily též u zmíněného pavilonu R, ale také u pavilonů K, K1, V, X či Transporta. Pavilon neměl žádné vytápění a jeho fasáda, kombinující prosklené stěny s profilovaným vlnitým plechem, nebyla tepelně izolována. Vnější vzhled vylepšovala terasa se schodištěm ke galerii, kde byly kancelářské místnosti.

### Nová stavba
Pavilon P byl během své historie několikrát opravován, a tak vydržel v provozu až do své demolice roku 2008, kdy musel ustoupit mnohem rozsáhlejší moderní novostavbě. Soutěž na tuto stavbu byla vypsána již v únoru roku 2007 a zvítězil v ní tým architektů společnosti Arch.Design, s. r. o., který vedl hlavní architekt Jaroslav Dokoupil. V tendru na generálního dodavatele stavby byla vybrána stavební společnost Strabag, a. s. pozemní a inženýrské stavby, ve sdružení se společností Přemysl Veselý stavební a inženýrská činnost, s. r. o. Bourání starých pavilonů bylo ukončeno v polovině roku 2008. Stavba nové budovy byla zahájena v červnu téhož roku a ukončena téměř po roce v květnu 2009. Průběh stavby ovlivnily negativně finanční těžkosti, což se nejvíce projevilo na realizaci pláště pavilonu. Okleštěna byla zejména podoba dlouhé severní a také východní bezokenní fasády, které nyní působí poněkud těžkopádně, přičemž původně byly pojaty výtvarněji a s větší dynamikou. Omezeny byly také některé náročnější povrchové úpravy v interiéru, které neznamenaly zhoršení užitné hodnoty stavby, ale poznamenaly její architektonické vyznění.

## Popis

### Vnější vzhled

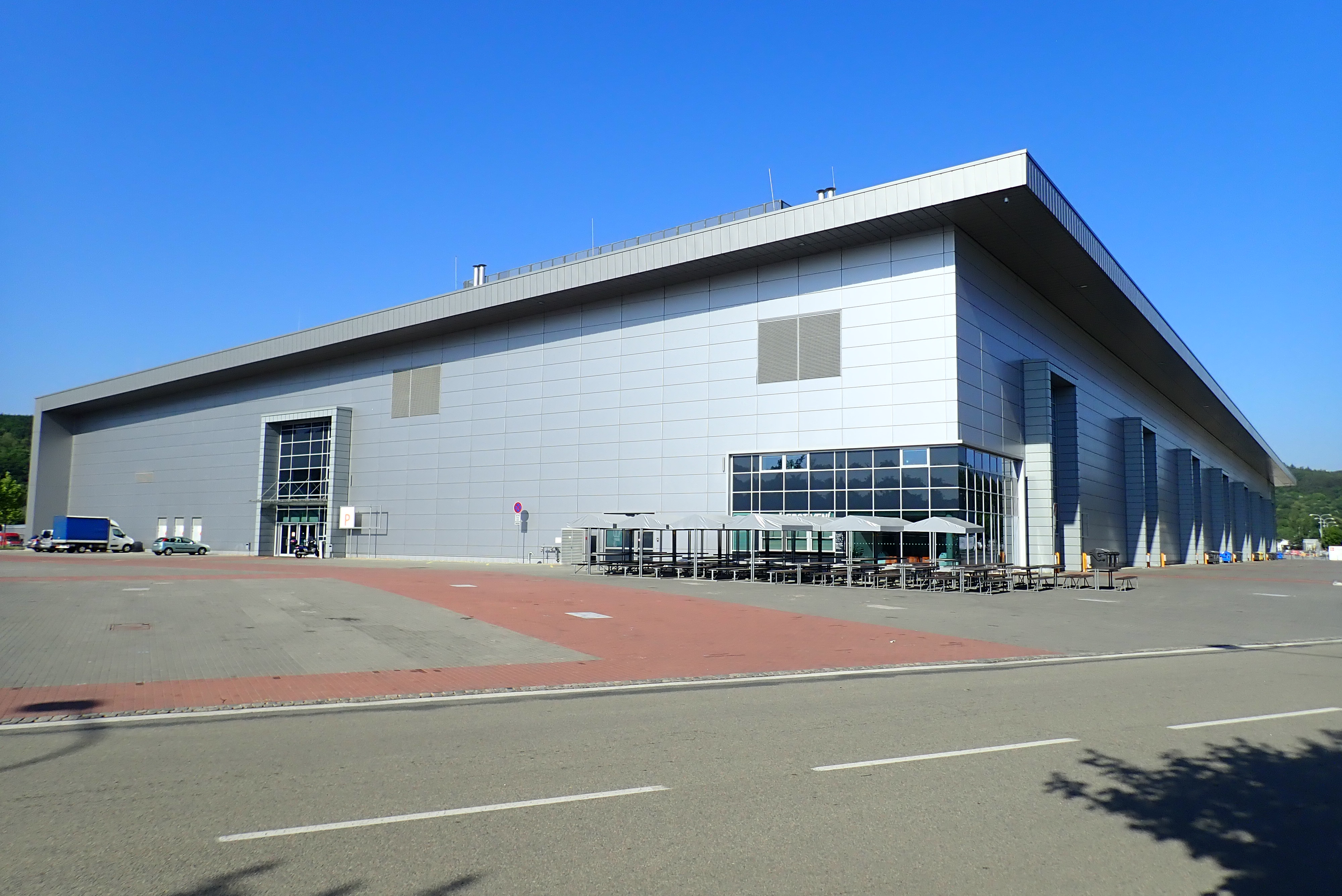
Pohled od severovýchodu. Střecha se směrem k severu mírně zvedá a má výrazný přesah.

Nový pavilon byl v době svého vzniku největším výstavním pavilonem v České republice i okolních zemích. Budova byla postavena na půdorysu obdélníku o délce 220,3 m a šířce 89,5 m. Zastavěná plocha má 18 887 m². Vnitřní hala má rozměry 176,9 × 87 metrů, přičemž čistá výstavní plocha je asi 10 000 m². Vnitřní výška je 12 metrů.
Západní strana fasády je celá prosklená a má představovat výkladní skříň celého výstaviště při vstupu do areálu. Zde se také nachází hlavní vchod do pavilonu. Prosklená stěna umožňuje pohled do vnitřních části budovy s galeriemi a průhledy do výstavního prostoru. Prosklení krátce pokračuje i na severní straně. Zde je východ, kterým lze pokračovat směrem k pavilonu Z. Mimo to se už na severní stejně jako na východní straně nachází jen velmi malé prosklené plochy. Fasáda je zde uzavřena pláštěm z kovových panelů s negativní spárou v pravidelném rastru. Dlouhou severní fasádu člení vchodová vrata olemovaná portály s nadsvětlíky, které alespoň částečně osvětlují vnitřní prostor i v době, kdy se nekoná žádná výstava.

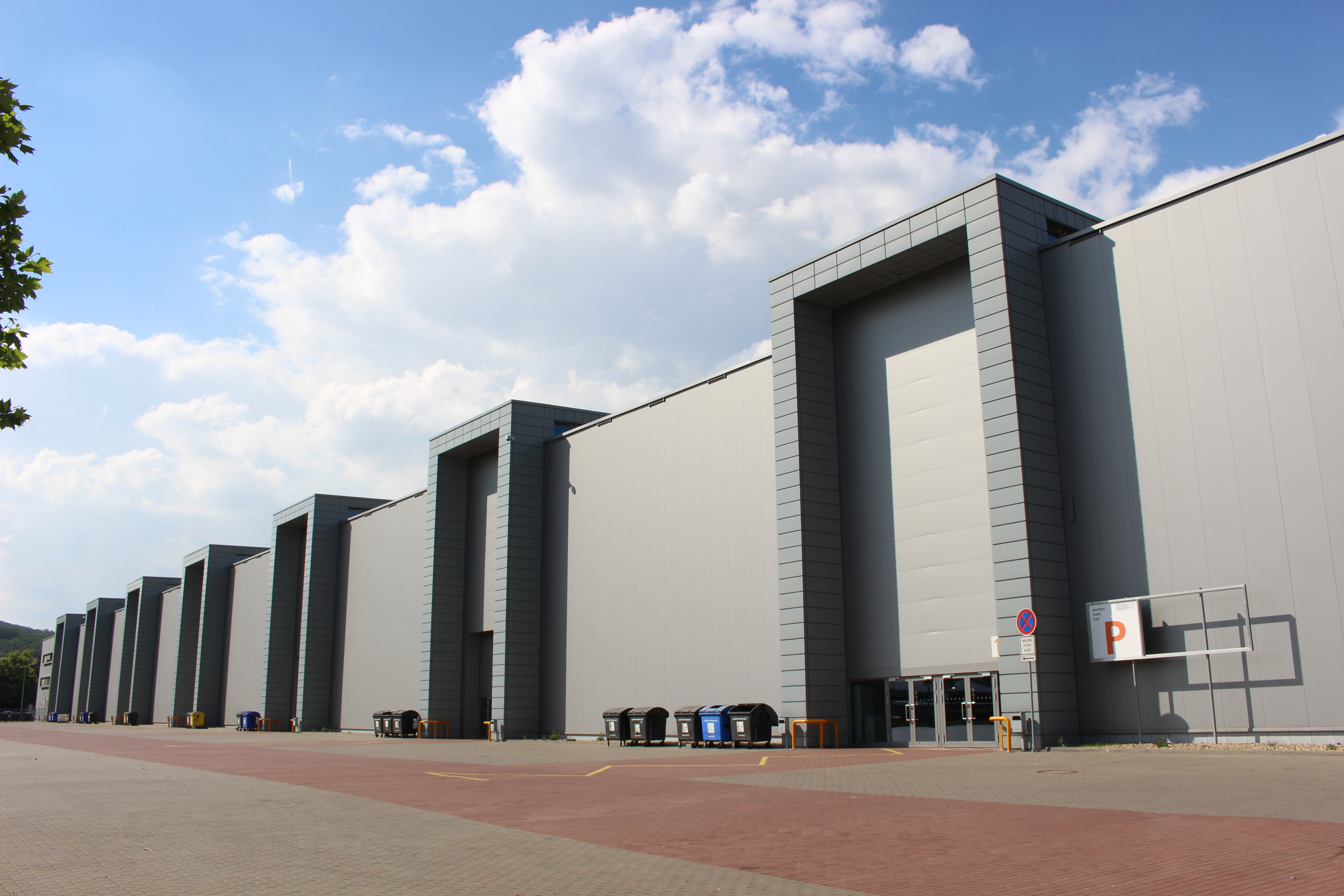
Jižní strana bez oken je členěna portály vrat.

Jižní strana je plná, zcela neprosklená a bez oken, čímž mají být vnitřní prostory chráněny před jižním sluncem. Je tvořena hliníkovými sendvičovými panely a vynikají na ní především výrazné portály vrat a nadsvětlíků, které přechází do střešních světlíků.
Po obvodu budovy je rozmístěno celkem deset vrat. Většina z nich má poměrně velké rozměry 6 × 5,5 m, přičemž středová vrata jsou ještě větší, a sice 7 × 11 m, což bylo dáno požadavkem, že dovnitř musí být možné projet s exponátem jachty.
Stavba má pultovou střechu, která směrem od jihu k severu mírně stoupá ve sklonu 4 % a v závěru fasádu výrazně přesahuje. Přesah má střecha i po kratších stranách, což nejvíce kontrastuje nad proskleným západním průčelím. Na střeše jsou ve směru jejího spádu nad komunikačními trasami uvnitř pavilonu umístěny pásy světlíků. Střecha je pokryta fólií z PVC.

### Interiér
Pavilon se skládá ze tří částí, přičemž vlastní výstavní prostor je vložen mezi reprezentativní vstupní halu na západě budovy a provozně-technologický blok ve východní části budovy, kde jsou umístěny sklady a hygienické a technické zázemí. Vstupní hala je dimenzována pro 650 osob. Vstupní a výstavní prostor se částečně prolínají, i když jejich pojetí je odlišné. Zatímco vstupní hala se snaží zaujmout sama o sobě, výstavní byla naopak navržena tak, aby tvořila expozicím a vystavovaným předmětům jen neutrální pozadí, což ještě podtrhuje její jednobarevnost s pouze několika odstíny šedi. Tuto dvoulodní jednopodlažní halu je v případě potřeby možné rozdělit na menší části. Celá hala nebo její jednotlivé sekce mohou kromě výstavních účelů sloužit také kulturním či sportovním akcím.

### Konstrukce
Konstrukce pavilonu má ocelový skelet. Střechu nesou příhradové vazníky proměnné výšky, které podpírají trubkové nebo příhradové sloupy. Portály vrat jsou rovněž neseny příhradovými sloupy. Vodorovné nosné konstrukce jsou tvořeny železobetonovými deskami. Podlahová deska je z drátkobetonu a má vydržet zatížení 10 000 kg/m².

## Veletrhy v pavilonu
Od postavení pavilonu se zde pravidelně v lednu koná veletrh Regiontour.